# 소명여자중학교
소명여자중학교(素明女子中學校)는 대한민국 경기도 부천시 소사구 소사동에 있는 사립 중학교이다.

## 학교 연혁
- 1960년 12월 1일 : 재단법인 경성구 천주교회 유지재단에서 소명여중 설립인가 신청
- 1961년 3월 31일 : 소명여자중학교 설립인가 (6학급)
- 1961년 3월 31일 : 재단법인 성가회 유지재단에서 관리운영
- 1961년 3월 31일 : 신성우 신부 초대 교장 취임
- 1980년 2월 22일 : 학칙 변경 3학급 감축(24학급)
- 1981년 5월 30일 : 성가정관(강당 겸 체육관) 준공
- 1992년 2월 29일 : 재단법인 성가유지재단에서 학교법인 인천가톨릭교육재단으로 무상양도
- 1992년 3월 1일 : 학교법인 인천가톨릭교육재단에서 관리운영
- 1993년 3월 1일 : 사랑의 씨튼 수녀회에서 관리운영
- 2006년 3월 2일 : 특수학급 시설 인가
- 2012년 11월 30일 : 경기도 혁신학교 지정
- 2019년 3월 1일 : 김신영 수녀 제15대 교장 취임
- 2020년 5월 21일 : 학교 무선인프라 구축 사업 학교 선정
- 2021년 3월 1일 : 경기도교육청 자율학교 지정
- 2023년 1월 11일 : 제60회 졸업(졸업생 총수 19,878명)

## 참고 자료
- 소명여자중학교 - 한국교육학술정보원 학교알리미